# Charlton (Maryland)
Charlton – jednostka osadnicza w Stanach Zjednoczonych, w stanie Maryland, w hrabstwie Washington.